# ویلی استیل
ویلی استیل (انگلیسی: Willie Steele; ۱۴ ژوئیهٔ ۱۹۲۳ – ۱۹ سپتامبر ۱۹۸۹) ورزشکار پرش طول اهل ایالات متحده آمریکا بود.